# Holisme
L'holisme és la concepció filosòfica que considera un determinat camp d'estudi o reflexió com un tot que supera la suma de les parts, seguint la definició d'Aristòtil, tot i que el terme va aparèixer per primer cop el 1926 en una obra del polític Jan Smuts. En determinats contextos, es parla de "pensament sistèmic" i en altres d'holisme metodològic". Se sol presentar com a oposat o bé al reduccionisme o bé a "l'individualisme metodològic".

## Etimologia
El mot català "holisme" ve del grec ὅλος, que significa "total".

## Història
El primer concepte holístic és el de cosmos que, segons els grecs, era més que la suma d'astres i cossos que el formen, ja que tenia una unitat, un ordre fonamental sovint identificat amb l'ésser. Aquesta visió roman en la hipòtesi Gaia, que veu el planeta Terra com un tot complex i viu, i és la base de la filosofia oriental, la presocràtica i, per Ken Wilber, del concepte de Kosmos, que inclou no sols el cosmos extern, sinó la subjectivitat humana, el món intern.
Posteriorment, es va aplicar a l'ésser humà, que era un reflex del cosmos i més que l'agregació dels seus òrgans (la vida o l'ànima era la propietat que emanava de la seva suma). Aquesta concepció és la que es manifesta en els corrents psicològics i de medicina tradicional que busquen guarir la persona i no actuar tan sols sobre el símptoma d'una part, en el convenciment que la malaltia o l'angoixa sorgeixen com a desequilibri del tot, encara que es manifestin només com un dolor localitzat.
Al Renaixement, va traslladar-se al camp del coneixement, l'humanisme creia que es podia arribar a conèixer tot, per això els intel·lectuals de l'època no feien distincions entre ciències i humanitats i dominaven diversos àmbits de pensament i artístics (i en fou Leonardo da Vinci un dels exemples més reeixits). Aquest optimiste epistèmic es va trencar després de la Il·lustració i va ser substituït per una especialització progressiva. L'holisme contemporani pretén trencar els compartiments separats del saber amb la interdisciplinarietat i el treball en equip (com en la ciència cognitiva).

## Aplicacions holístiques
L'antropologia es considera una ciència holística, ja que supera la sociologia, la filosofia o el dret en el seu apropament a l'ésser humà, estudiant-ne tots els aspectes considerats rellevants. Els antropòlegs declaradament holístics barregen l'arqueologia, la biologia, la filosofia o lingüística i l'antropologia cultural.
En la llengua, l'holisme analitza el significat d'una paraula o frase dins un context més ampli, com en la gramàtica del text. N'és un exemple clar la frase feta, que no significa la suma dels mots que la componen, o el sentit figurat d'una paraula, que depèn de tot el sistema i no de la definició que pugui donar-se'n.
Els enfocaments comunitaris de la societat són holístics (com l'Ubuntu africà), perquè consideren que una societat és més que la suma dels seus individus i que no existeix sense l'aportació combinada de cada persona. Sovint, aquests grups socials situen en un lloc més important dels seus valors nocions com nexe, pàtria o grup que no el de cada individu, que se sacrifica pel bé comú.
Dintre de l'educació, s'intenta aplicar un enfocament holístic quan es trenca la divisió per assignatures, com en el treball per projectes, el treball entre diverses matèries per a assolir les competències bàsiques o les recerques lliures. Els seus defensors argumenten que ajuda a l'aprenentatge significatiu.